# Церква святого великомученика Дмитрія (Добряни)
Церква святого великомученика Дмитрія — греко-католицький храм в селі Добряни, Стрийського району, Львівської області. Головний храм Добрянського деканату. Пам'ятка архітектури місцевого значення.
Належить до парафії святого великомученика Дмитрія Добрянського деканату Стрийської єпархії УГКЦ.

## Історія
1880 році починається і в 1886 р. закінчується будівництво нової цегляної церкви, яка стоїть і сьогодні. Оздоблювані роботи церкви почалися в 1898 р. і закінчені у 1905 р. їх виконав художник Людвіг Ярич. У цей час на парохії перебував отець Шепарович.
У червні 1989 року громадою села приймається рішення про внутрішній ремонт церкви. В цьому році було зроблено водяне опалення церкви, а також проведені реставраційні роботи внутрішнього малювання церкви.
2 червня 1999 року силами громади почався зовнішній ремонт церкви, дзвіниці і огорожі. Ремонт закінчено в серпні 1999 року.

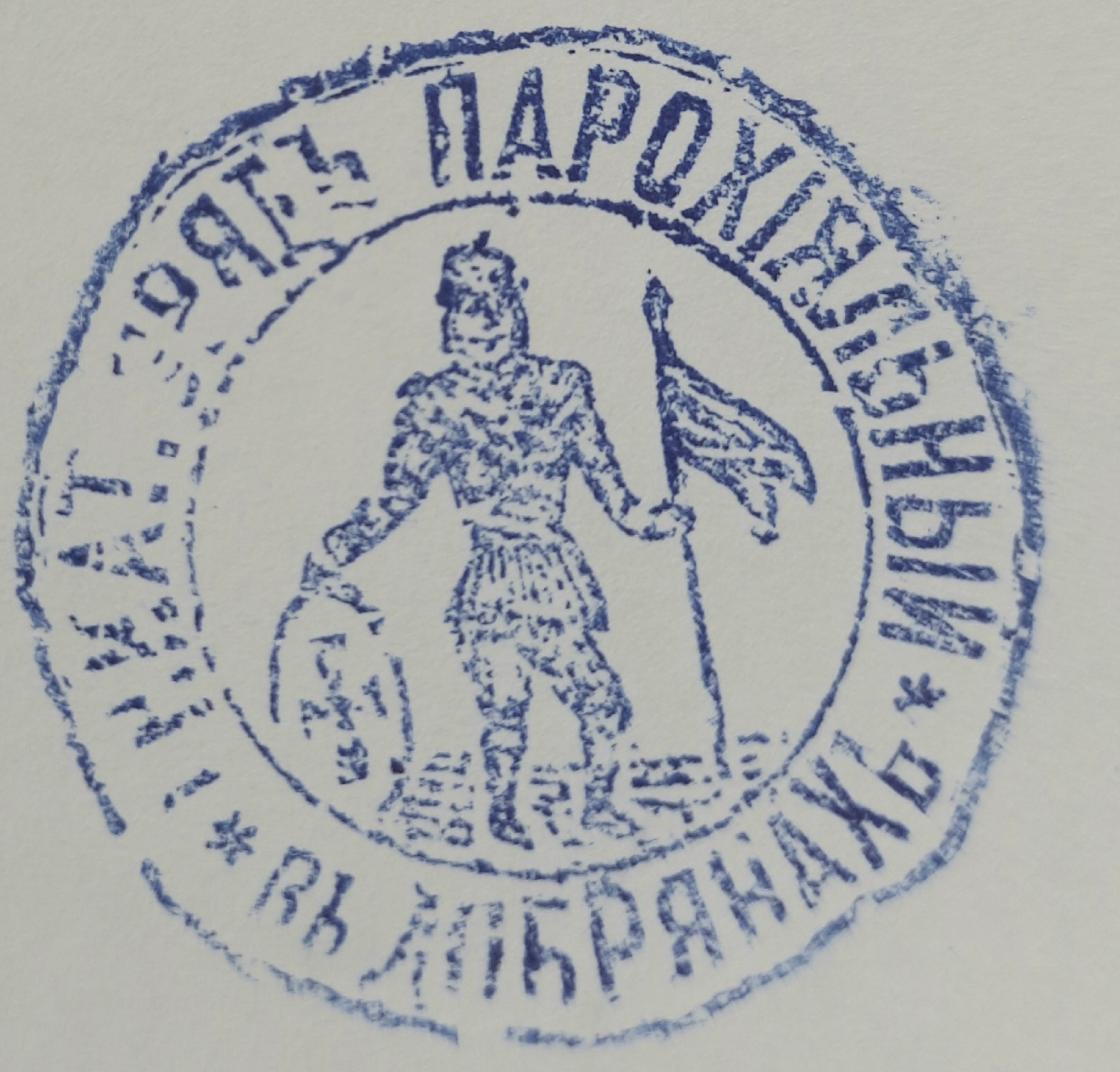

## Священики
? - 1.03. 1961 -  о. Настор Матейчак. Після нього на парафію прийшов  о. Василь Кедринський (10.03.1961 - 2.06. 1964) 

Нині у церкві служать священики о. Іван Биков та о. Іван Говгера.